# Villa numeris
La Villa Numéris est un think tank indépendant, créé en 2013, qui « promeut un modèle européen du numérique affirmant la primauté de l'humain », et plaide « pour que la culture de l'IA devienne une priorité nationale et européenne, soulignant l'urgence de structurer l'écosystème européen de l'IA pour assurer la souveraineté et l'impact positif de l'IA sur la société. ».
La Villa Numéris se présente comme reflétant un réseau de 1 200 membres et soutiens.
Elle accompagne les entreprises et leurs dirigeants dans la valorisation et la promotion de leurs actifs numériques.

## Histoire
La Villa Numéris a été créée en 2013 par David Lacombled, à la suite de la parution de son essai Digital Citizen.
Son statut est celui d'une association Loi 1901.

## Missions
Ce think tank s'est donné pour mission d'offrir aux décideurs une aide à la décision dans les domaines du numérique et de l'intelligence artificielle (IA) ; afin qu'ils puissent comprendre, anticiper et agir en connaissance de cause dans un secteur en mutation rapide et constante.
Ce think tank travaille en particulier sur des sujets tels que NTIC, IA, data, tech, travail numérique, santé et numérique, territoires connectés, jumeaux numériques interopérabilité des systèmes européens des mondes virtuels (multivers), lutte contre les fake news, liberté d’expression, éthique et numérique…

## Prises de position
Selon David Lacombled, président du think tank, « une IA éthique, responsable, et au service de l’humain est l’unique chemin vers un progrès durable et inclusif. »
La villa soutient l'idée que l'IA doit devenir une priorité en France et que l'Europe a besoin de créer un géant européen en IA (consortium d'entreprises) pour ne pas dépendre des géants américains et renforcer sa souveraineté technologique. L'éducation et acculturation à l'IA devraient passer par de cours d'initiation gratuits et des ressources disponibles pour tous, afin de ne pas renforcer la fracture numérique. L'innovation, la recherche et les start-up du domaine devraient bénéficier de financements plus massifs de l'État, et d'un grand « campus sur l'IA » (qui pourrait s'inspirer de l'Ipai (Innovation Park Artificial Intelligence) d'Heilbronn (Allemagne) où est né Aleph Alpha. Le think tank appelle aussi à des règles européenne « fixes, auditables, fortes et stables » concernant la protection et la circulation des flux de données personnelles et leur transfert international.

## Production
La Villa Numeris a lancé des Assises de la Data transformation (Bercy, janvier 2024). Elle a mis en place un Observatoire de la Souveraineté numérique et elle produit une revue (intitulée "La Revue"), et des publications sur divers sujets tels que l'IA, le RGPD, les technologies immersives (xR, avec Dassault Systèmes, Orange, Thales, le Conseil National de la XR, l’Agence française pour le jeu vidéo, Alstom, la SNCF, EDF ), le Métavers et ses enjeux pour la formation, le transfert de données, la direction à l'ère du numérique, les fake news.
Elle a organisé en 2017 un Vision Camp #ImagineAgri, une journée de réflexion prospective où différents acteurs de l’agriculture et du numérique étaient invité à évaluer les enjeux et besoins de l'agriculture connectée, et à proposer des solutions. Ceci a notamment débouché sur la création d’un portail de données agricoles (intégré dans le programme « Agriculture-innovation 2025 ») et préparé par un rapport remis par Jean-Marc Bournigal (Irstea) en janvier 2017 à Stéphane Le Foll (ministre de l'Agriculture), et à Axelle Lemaire (secrétaire d'Etat au numérique et à l'innovation).